# 자동변속기 한정면허
자동변속기 한정면허(自動變速機限定免許)는 운전면허증 조건의 하나로서 자동 변속 차량에 한해 운전을 허용하는 면허다. 1997년부터 운전면허 시험 제도 개편으로 도로주행 시험이 도입됨에 따라, 대한민국의 자동차 운전면허 한정 분류상 조건 A로 표시되며, 2종 보통 운전면허의 경우에는 일반인의 취득도 가능하지만 1종 보통이나 1종 대형의 경우에는 교통약자에 한해 취득이 가능하다.
일부 최신 차량에 장착되는 연속 가변 변속기(CVT)차량과 듀얼 클러치 변속기 차량 운전은 자동변속기 한정면허로도 가능하다. 수동 차량과 자동 차량을 구분하는 가장 절대적인 기준은 바로 클러치 페달의 유무이기 때문이다. 단, 대림 시티 에이스나 혼다 슈퍼 커브 같은 자동원심식 로터리기어 방식 오토바이는 수동변속기로 취급되어 2종 보통 자동변속기 한정 면허로는 운전할 수 없다.

## 대한민국 이외의 다른 나라들의 사례
대한민국 이외에 자동변속기 한정면허 제도를 시행하는 나라는 일본, 영국, 아일랜드, 터키, 중국, 싱가포르, 오스트레일리아, 뉴질랜드, 스리랑카, 독일 등이 있다. 대한민국의 경우 자동변속기 소지자가 수동 차량을 운전하는 경우 면허조건부위반으로 처벌되나 무면허 운전으로 취급되지는 않아 처벌이 상대적으로 가볍다. 한편, 독일의 경우 자동변속기 한정면허 소지자가 수동 차량을 운전할 경우 무면허와 동일하게 취급되며 처벌 수위도 꽤 높다. 그러나 독일을 비롯한 대부분의 유럽 지역에서는 여전히 수동변속기 차량이 인기가 있기 때문에 장애인을 비롯한 교통약자를 제외하면 자동변속기 한정면허를 취득하지 않는 경우가 많다. 
한 편, 국제운전면허증에는 자동변속기 한정면허 여부가 기재되지 않으며, 자동변속기 한정면허 제도 자체가 없는 국가도 존재한다. 미국 대부분의 주와 캐나다에서는 대개 자동변속기 차량으로 면허를 취득하기는 하지만, 수동변속기 차량을 운전하는 데에도 법적인 제약은 없다. 단, 수동변속기가 희소한 미국, 캐나다의 특성 탓에 이 나라에서 취득한 면허를 자동변속기 한정면허 제도가 시행되는 국가의 면허로 변경할 경우 대개 한정 면허로 발급되는 편이다. 